# جمعية الهندسة الصوتية
جمعية هندسة الصوت (بالإنجليزية: Audio Engineering Society)‏ هي جمعية مهنية للمهندسين والعلماء والأفراد الآخرين المهتمين أو المشاركين في صناعة الصوت الاحترافية. تتألف العضوية إلى حد كبير من المهندسين الذين يطورون الأجهزة أو المنتجات للصوت، والأشخاص العاملين في تنسيق إنتاج المحتوى الصوتي. ويشمل أيضًا اختصاصيي الصوتيات من الفنيين ، وعلماء السمع، والأكاديميين، وشتى التخصصات الأخرى المتعلقة بالصوت. هي الجمعية المهنية الوحيدة في جميع أنحاء العالم المكرسة حصريًا لتكنولوجيا الصوت.
تأسست عام 1948، وتقوم الجمعية بتطوير ومراجعة ونشر المعايير الهندسية للصناعات السمعية والوسائط ذات الصلة، وتنتج اتفاقيات الجمعية التي تُعقد مرتين في العام بالتناوب بين أوروبا والولايات المتحدة. كما تعقد الجمعية والأقسام الإقليمية أو الوطنية الفردية مؤتمرات الجمعية حول مواضيع مختلفة خلال العام.

## التاريخ
نوقشت فكرة الجمعية المكرسة فقط للهندسة الصوتية لبعض الوقت قبل الاجتماع الأول، ولكن تم اقتراحها لأول مرة مطــــبوعة في رسالة بقلم فرانك إي شيري، فيكتوريا، تكساس، في عدد ديسمبر 1947 من مجلة الصوت. هندسة. بعد ذلك، نشر مهندس ومستشار صوتي من نيويورك، سي جيه ليبل، خطابًا، يقول فيه إن مجموعة من المتخصصين في الصوت قد ناقشوا بالفعل مثل هذا الشيء، وأنهم مهتمون بعقد اجتماع تنظيمي. طلب من الأشخاص المهتمين الاتصال به للحصول على التفاصيل. كانت الاستجابة حماسية ومشجعة. نشر الزميل المهندس نورمان سي بيكرينغ موعد الاجتماع التنظيمي، وأعلن تعيين ليبل كرئيس بالنيابة، ونفسه كسكرتير بالوكالة.
عقد الاجتماع التنظيمي في مدينة نيويورك في 17 فبراير 1948. تحدث الرئيس بالنيابة السيد ليبل أولاً، مؤكداً على الطبيعة المهنية وغير التجارية والمستقلة للمنظمة المقترحة. ثم ناقش نورمان بيكرينغ الحاجة إلى منظمة مهنية يمكن أن تعزز تبادل المعرفة في هذا المجال سريع النمو. وافقت المجموعة على تشكيل جمعية هندسة الصوت، وأكدت اللجنة التنفيذية بالوكالة، والتي تكونت من جون دي كولفين وسي جي ليبل وسي جي ماك برود ونورمان سي بيكرينغ وتشيستر أو راكي.
تبع الاجتماع الفني الأول للجمعية في 11 مارس، بحضور حوالي 3500 مشارك.[بحاجة لمصدر]

## نبذة
من مبادرات جمعية الصوت الامريكية ونخبة المهـندسين العالميين بأن هندسة منتجات الصوت وانشاء القواعد الالكترونية الصوتية للمنـتج الصـناعي وأيضـاً قراءة نبرات المقاطع الصوتية المتلقاة والمكتوبة بإداة الألة الكاتبة وتقسيمها يعد نموذجاً مرموقاً لتقديم المحتوى إلى ذهن المتلقي وإيصال الأرشادات الأكترونية وتطويرها في جميع الأجراءات المتعلقة بالتوعية والتوجيه الصوتي خلال ممارسة الحياة اليومية للأنسان.